# Sauce feuille

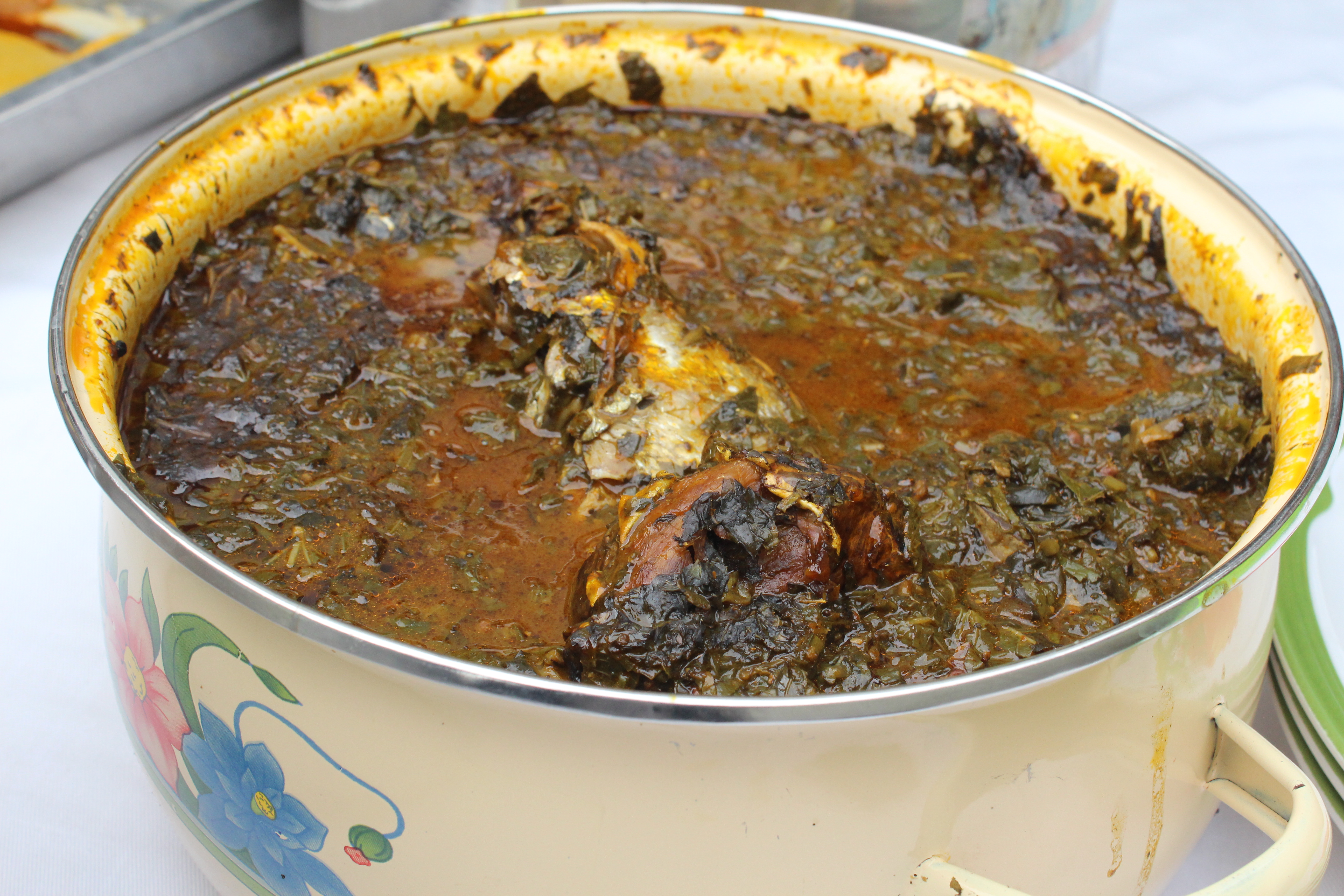
sauce feuille de manioc

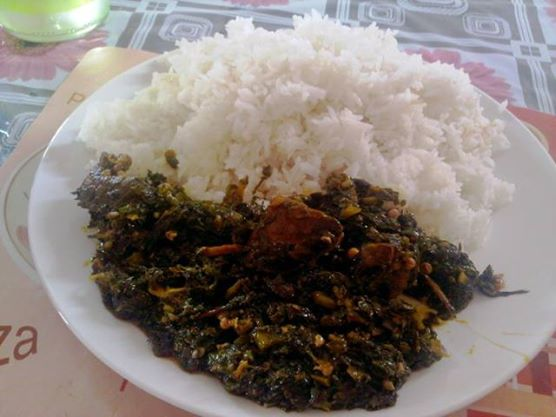
Sauce à base de feuilles de patate douce accompagnant le riz

La sauce feuille est une sauce à base d'un mélange de feuilles, souvent de manioc, gombo, patates ou encore épinards. Elle est consommée dans toute l'Afrique de l'Ouest, en général avec du riz blanc ou du foutou. Elle inclut en général de la viande ou du poisson cuit dans la sauce, avec des oignons et des tomates. 
Elle est similaire au ndolé camerounais.